# مت ویتن
مت ویتن (به انگلیسی: Matt Witten) (متولد بولتیمور) یک نویسنده تلویزیون برای دکتر هاوس و دیگر سریال‌ها است. او هم‌چنین چندین کتاب رمزگونه از جمله صبحانه در مادلین نوشته است. ویتن در حال حاضر در لس آنجلس با همسر و دو پسرش سکونت می‌کند. او پسر لوئیس ویتن و برادر ادوارد ویتن، که هر دوی آن‌ها از فیزیکدانان نظری هستند، است.
او اعتبارش را به‌عنوان نویسنده با نویسندگی قسمت‌های سریال آمریکایی سوپرنچرال (مجموعه تلویزیونی) از جمله «بدون خروج» و «اسباب‌بازی‌ها» کسب کرده است.